# Saperskie ładunki kierunkowe

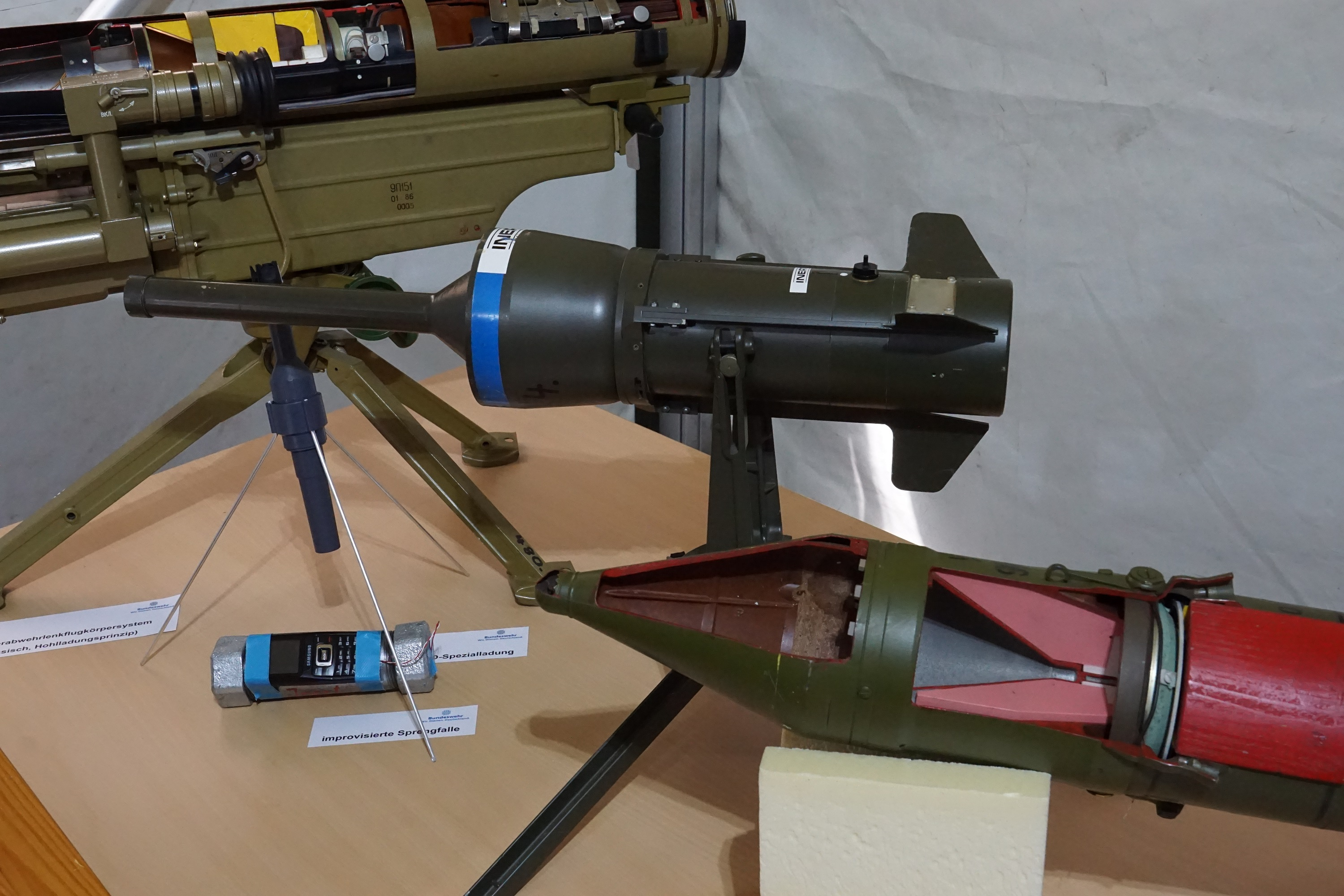
Kierunkowe ładunki kumulacyjne

Animacja działania ładunku kumulacyjnego

Saperskie ładunki kierunkowe – polskie kumulacyjne ładunki wybuchowe, przeznaczone do wsparcia działań saperskich na polu walki. Posiadają małą, kompaktową budowę, a zarazem wysokie parametry bojowe, w tym przebijalność osłon pancernych i żelbetowych. Przeznaczone nie tylko dla specjalistycznych pododdziałów sapersko – inżynieryjnych, ale też dla pozostałych pododdziałów wojskowych. Mogą być wykorzystywane przez żołnierzy, którzy przeszli tylko podstawowe szkolenie z zakresu prac saperskich. Opracowane zostały przez Wojskowy Instytut Techniczny Uzbrojenia, produkowane przez Zakłady Sprzętu Precyzyjnego „Niewiadów”.

## Ładunek kierunkowy „Chelicer”
Przeznaczony do prowadzenia prac saperskich, związanych z neutralizacją amunicji, odstrzeliwania zapalników, niszczenia improwizowanych ładunków wybuchowych, uszkadzania sprzętu wojskowego i uzbrojenia. Neutralizacja amunicji może być realizowana przez: deflagrację, detonację, rozbicie, odstrzelenie zapalnika, a także wykruszenie materiału wybuchowego za pomocą:
- kumulacji klasycznej,
- kumulacji z „łapaczem” strumienia kumulacyjnego,
- kumulacji odwróconej EFP (explosively formed projectile),
- plazmy generowanej wybuchowo EGP (explosively generated plasma),
- „kumulacji wodnej”[4].

### Elementy składowe
- obudowa ładunku (korpus, nakrętka, pokrywka z gniazdem zapalnika, podstawa wkładki),
- zestaw wkładek kumulacyjnych o różnych kształtach (miedź, aluminium, tworzywo sztuczne),
- „łapacz” strumienia kumulacyjnego,
- zestaw wkładek EGP,
- zestaw wkładek wodnych,
- zestaw akcesoriów montażowych (uchwyt magnetyczny, nóżki z drutu, statyw jednorazowy, stożek do celowania)[4].

### Dane techniczne
- masa całkowita: 200 g,
- masa materiału wybuchowego: 80 g,
- średnica całkowita: 60mm,
- wysokość całkowita: 110 mm,
- przebicie płyty pancernej RHA: ≥70mm[4].

## Nagrody
W dniu 25 października 2023 Kapituła Konkursu im. Stanisława Staszica na najlepsze produkty innowacyjne nagrodziła ładunek kierunkowy – Chelicer „Brązowym Laurem Innowacyjności 2023”.

## Ładunek uniwersalny „Ptasznik”
Ładunek wybuchowy o działaniu kumulacyjnym, modułowej konstrukcji, przeznaczony do stosowania zarówno ofensywnego, jak i defensywnego. Może być stosowany w działaniach dywersyjnych, takich jak niszczenie czy uszkadzanie sprzętu wojskowego przeciwnika, w pracach inżynieryjnych i saperskich oraz do wykonywania improwizowanych ładunków wybuchowych.

### Dane techniczne
- masa całkowita: ok. 950 g;
- rodzaj i materiał wybuchowy: A-IX-1,
- masa ładunku wybuchowego: ok. 360 g;
- średnica: 107,4 mm
- przebicie ściany żelbetonowej: ponad 700 mm,
- regulowana wysokość ładunku: 3 stopniowy dystans odległości między podstawą wkładki kumulacyjnej a celem,
- „0”- 146 mm,
- „1”- 200 mm,
- „2”: 260 mm,
- przebicie płyty pancernej dla dystansu:
- „0”: około 130 mm,
- „1”: około 260 mm,
- „2”: około 300 mm,
- system inicjowania:
- elektryczny,
- lont prochowy,
- system detonacji ciągłej,
- materiał obudowy: tworzywo sztuczne,
- możliwość mocowania do obiektów: stalowych, betonowych, drewnianych,
- eksploatacja w zakresie temperatur od – 40 °C do +50 °C[6].

### Możliwości
Możliwość dołączania specjalnych modułów rażących o działaniu:
- EFP – Explosively Formed Projectile – wybuchowe formowanie pocisków, z dwoma wariantami średnicy wkładki kumulacyjnej: 64 mm i 100 mm – zdolność przebicia płyty pancernej o grubości 25 mm z odległości 10 m,
- DFC – Directional Fragmentation Charge – kierunkowe generowanie odłamków ze specjalnie ponacinanej wkładki – zdolność przebicia płyty aluminiowej o grubości 3 mm z odległości 5 m,
- obwodowej wkładki odłamkowej zawierającej około 1400 stalowych kulek – zdolność przebicia płyty aluminiowej o grubości 3 mm z odległości 5 m,
- zastosowania jako miny, która oddziałuje strumieniem kumulacyjnym na dno pojazdów opancerzonych – posiada możliwość penetracji płyty pancernej o grubości 80 mm z odległości 0,5 m,
- zastosowania nakładanego celownika mechanicznego,
- zastosowania czasowego modułu elektronicznego do zapalnika elektrycznego,
- przymocowania specjalnej podstawki celu umieszczenia ładunku w sytuacjach niestandardowych,
- ustawiania kilku ładunków w sieci wybuchowe[6].

## Nagrody
- Nagroda Defender 2021[7].
- Nagroda w konkursie organizowanym przez Stowarzyszenie Dostawców na Rzecz Służb Mundurowych „Lider Bezpieczeństwa Państwa 2021” w kategorii innowacyjny produkt[7].

## Kumulacyjny ładunek denny
Przeznaczony do wykonywania prac saperskich, niszczenia lub uszkadzania sprzętu wojskowego, neutralizacji przedmiotów wybuchowych i niebezpiecznych, oraz prowadzenia działań niekonwencjonalnych i dywersyjnych. Ładunek zdolny jest do przebicia płyty ze stali pancernej o grubości minimum 180 mm.

### Dane techniczne

#### Wariant 1
- masa całkowita: 811,6 g,
- masa materiału wybuchowego: 350 g,
- wymiary: 93x168,5 mm,
- przebijalność: płyta RHA min. 180 mm,
- materiał obudowy: tworzywo
- ładunek może być detonowany,
- za pomocą zapalnika elektrycznego,
- lontu prochowego,
- lub systemu detonacji ciągłej,
- możliwość mocowania do: obiekty stalowe, betonowe, drewniane[1][8].

#### Wariant 2
- masa całkowita: 1026,4 g,
- masa mat. wybuchowego: 350 g,
- wymiary: 100x80x166,5 mm,
- przebijalność: płyta RHA min. 180 mm,
- ładunek może być detonowany,
- za pomocą zapalnika elektrycznego,
- lontu prochowego,
- lub systemu detonacji ciągłej,
- materiał obudowy: tworzywo,
- możliwość mocowania do: obiekty stalowe, betonowe, drewniane[8].

## Uniwersalny ładunek kumulacyjny
Przeznaczony do wykonywania pojedynczego ukrycia strzeleckiego metodą wybuchową w gruntach twardych i zmarzniętych.

### W skład ładunku wchodzą
- jeden ładunek kumulacyjny wykonany z dwóch kostek prasowanych z masy A-IX-1, jednego pobudzacza oraz wkładki kumulacyjnej, umieszczonych w obudowie z tworzywa,
- dwa ładunki plastycznego materiału wybuchowego
- jedna obsada oraz zapłonniki tarciowe
- ładunek może być inicjowany lontem prochowym lub zapalnikiem elektrycznym[9].

### Dane techniczne
- waga: 1,9 kg,
- masa ładunku kumulacyjnego: 0,6 kg,
- waga: 0,45 kg,
- całkowita wysokość: 210 mm,
- średnica zewnętrzna: 77 mm,
- materiał wybuchowy: A – IX – 1,
- zdolność przebicia płyty pancernej: 140 mm,
- masa plastycznego materiału wybuchowego: 0,55 kg x 2[9].